# جزيرة أيرلندا
أيرلندا هي جزيرة في شمال المحيط الأطلسي، في شمال غرب أوروبا. يفصلها عن بريطانيا العظمى من الشرق القناة الشمالية والبحر الأيرلندي وقناة سانت جورج. أيرلندا هي ثاني أكبر جزيرة من الجزر البريطانية، وثالث أكبر جزيرة في أوروبا، والعشرين على مستوى العالم. من الناحية الجيوسياسية، تنقسم الجزيرة بين جمهورية أيرلندا (المسماة رسميًا أيرلندا)، وهي دولة ذات سيادة تغطي خمسة أسداس الجزيرة، وأيرلندا الشمالية، وهي جزء من المملكة المتحدة. اعتبارًا من عام 2022، بلغ عدد سكان الجزيرة بأكملها أكثر من 7 ملايين نسمة، يعيش 5.1 مليون منهم في جمهورية أيرلندا و1.9 مليون في أيرلندا الشمالية، ما يجعلها ثاني أكثر الجزر اكتظاظًا في أوروبا بعد بريطانيا العظمى.
تتألف جغرافية أيرلندا من جبال منخفضة نسبيًا تحيط بالسهل المركزي، مع وجود العديد من الأنهار الصالحة للملاحة الممتدة إلى الداخل. نباتاتها المورقة هي نتاج مناخها المعتدل والمتقلب أحيانًا والخالي من درجات الحرارة المتطرفة. حتى نهاية العصور الوسطى، كانت معظم أيرلندا مغطاة بالغابات. أما اليوم، تشكل الغابات نحو 10% فقط من مساحة الجزيرة، مقارنة بمتوسط أوروبي يزيد عن 33%، ومعظم هذه الغابات هي مزارع للصنوبريات غير المحلية. يتأثر مناخ أيرلندا بشكل كبير بالمحيط الأطلسي، مما يجعله معتدلًا للغاية، فالشتاء أدفأ مما هو متوقع لمنطقة شمالية بهذا الشكل، في حين أن الصيف يكون أبرد مقارنة بالصيف في أوروبا القارية. كما أن الأمطار والسحب الكثيفة تكون وفيرة في البلاد.
ظهرت أيرلندا الغيلية بحلول القرن الأول الميلادي. تحولت الجزيرة إلى المسيحية ابتداءً من القرن الخامس. خلال هذه الفترة، قُسمت أيرلندا إلى العديد من الممالك الصغيرة تحت سلطة ممالك إقليمية (تُعرف باسم الخُمس إشارة إلى المقاطعات التقليدية) تتنافس على الهيمنة ولقب الملك الأعلى لأيرلندا. في أواخر القرن الثامن إلى أوائل القرن الحادي عشر الميلادي، بدأ الفايكنغ بغاراتهم واستيطانهم وبلغت الذروة في معركة كلونتارف في 23 أبريل 1014 والتي أدت إلى نهاية قوة الفايكنغ في أيرلندا. بعد الغزو الأنغلو نورماني في القرن الثاني عشر، طالبت إنجلترا بالسيادة. ومع ذلك، لم يمتد الحكم الإنجليزي إلى الجزيرة بأكملها حتى غزو تيودور في القرنين السادس عشر والسابع عشر، مما أدى إلى استعمار المستوطنين من بريطانيا. في تسعينيات القرن السابع عشر، صُمم نظام الحكم الإنجليزي البروتستانتي للإضرار ماديًا بالأغلبية الكاثوليكية والمنشقين البروتستانت، وتوسع خلال القرن الثامن عشر. مع صدور قوانين الاتحاد عام 1801، أصبحت أيرلندا جزءًا من المملكة المتحدة. أعقب حرب الاستقلال في أوائل القرن العشرين تقسيم الجزيرة، مما أدى إلى إنشاء الدولة الأيرلندية الحرة، التي أصبحت ذات سيادة متزايدة على مدى العقود التالية حتى إعلانها جمهورية في عام 1948 (قانون جمهورية أيرلندا لعام 1948). بينما بقيت أيرلندا الشمالية جزءًا من المملكة المتحدة. شهدت أيرلندا الشمالية الكثير من الاضطرابات المدنية من أواخر الستينيات حتى التسعينيات من القرن العشرين. ثم تراجع هذا الوضع في أعقاب اتفاق الجمعة العظيمة في عام 1998. وفي عام 1973، انضمت كل من جمهورية أيرلندا والمملكة المتحدة، وأيرلندا الشمالية كجزء منها، إلى المجموعة الاقتصادية الأوروبية. بعد الاستفتاء في عام 2016، غادرت المملكة المتحدة، بما في ذلك أيرلندا الشمالية، الاتحاد الأوروبي في عام 2020. مُنحت أيرلندا الشمالية وضعًا خاصًا محدودًا وسُمح لها بالعمل داخل السوق الموحدة للاتحاد الأوروبي للسلع دون التواجد في الاتحاد الأوروبي.
الثقافة الأيرلندية لها تأثير كبير على الثقافات الأخرى، خاصة في مجال الأدب. إلى جانب الثقافة الغربية السائدة، توجد ثقافة محلية قوية تعبر عن نفسها من خلال الألعاب الغيلية، والموسيقى الأيرلندية، واللغة الأيرلندية، والرقص الأيرلندي. تشترك ثقافة الجزيرة في العديد من السمات مع تلك الموجودة في بريطانيا العظمى، بما في ذلك اللغة الإنجليزية، والرياضات مثل كرة القدم، والرغبي، وسباق الخيل، والغولف، والملاكمة.

## سياسيا
مقسمة بين جمهورية أيرلندا، والتي تغطي أقل بقليل من خمسة أسداس من الجزيرة، وأيرلندا الشمالية، وهي جزء من المملكة المتحدة، والتي تغطي المساحة المتبقية. يقطن في الشمال الشرقي من الجزيرة سكان أيرلندا البالغ عددهم 6.4 مليون نسمة تقريبا. و 4.6 مليون نسمة في جمهورية أيرلندا وما يزيد قليلا على 1.8 مليونا يعيشون في أيرلندا الشمالية.

## الجغرافيا
تضم الجزيرة المنخفضة نسبيا الجبال المحيطة السهول الوسطى، مع العديد من الأنهار الصالحة للملاحة الداخلية. ينمو على الجزيرة العديد من النباتات المورقة، وذلك لمناخها المعتدل والتفافها بالمحيطات ودرجات الحرارة المعتدلة الأمر الذي جعلها من أكثف المناطق المغطاة بالغابات في العالم حتى القرن السابع عشر. وللأسف تعد اليوم واحدة من أكثر مناطق العالم التي أزيلت منها الغابات في أوروبا بسبب مطامع البشر التجارية. يعيش على الجزيرة ستة وعشرون نوعا من الثدييات التي تنتمي جذورها الأصلية لأيرلندا.
وقدّم الغزو نورمان في العصور الوسطى طريقة للعودة الغالية في القرن الثالث عشر. وهيمنت اللغة الإنجليزية بسبب الحروب المتقطعة التي استمرت منذ 1500م لأكثر من ستين عاماً وحتى 1603م. وفي 1690م، تم تصميم نظاماً للحكم الإنجليزية البروستنتي لصالح الأغلبية الكاثوليكية البروتستانتية، إمتد هذا الحكم خلال القرن الثامن عشر. في عام 1801م، أصبحت أيرلندا جزءا من المملكة المتحدة. أدت حرب الاستقلال في أوائل القرن العشرين إلى تقسيم الجزيرة، وخلق الدولة الأيرلندية الحرة، والتي أصبحت صاحبة السيادة على مدى العقود التالية. وبقيت أيرلندا الشمالية جزءا من المملكة المتحدة، مرت البلاد بالكثير من الاضطرابات المدنية من أواخر 1960s حتى 1990s، حتى حظيت بالهدوء السياسي بعد اتفاق عام 1998. انضمت أيرلندا سنة 1973 إلى للمجموعة الأوروبية، سنة 1993 للاتحاد الأوروبي وسنة 1999 إلى الاتحاد الأوروبي التجاري الذي أدخل العملة الموحدة اليورو.
الثقافة الأيرلندية متأثرة تأثيراً كبيراً بالثقافة الغربية الأوروبية، لا سيما في مجالات الأدب، اللغة، والعلوم الأخرى، ومع ذلك، تعد ثقافة الشعب الأصلية راسخة وقوية والتي يسهل ملاحظتها في الألعاب الغيلية، والموسيقى الأيرلندية، واللغة الأيرلندية. وتتقاسم بعض الأنشطة الرياضية مع ثقافة بريطانيا العظمى مثل كرة القدم والرجبي وسباق الخيل، والغولف.

### العلوم

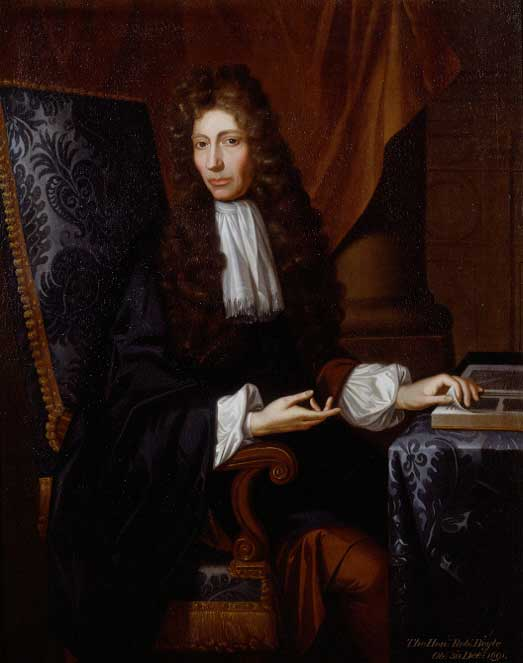
روبرت بويل formulated Boyle's Law.

يعتبر الفيلسوف واللاهوتي الأيرلندي جون سكوتوس أريجينا أحد المثقفين البارزين في أوائل العصور الوسطى. كان السير إرنست شاكلتون، المستكشف الأيرلندي، أحد الشخصيات الرئيسية في استكشاف القطب الجنوبي، حيث أنجز مع بعثته أول صعود لجبل إريباص واكتشاف الموقع التقريبي للقطب الجنوبي المغناطيسي. أما روبرت بويل فقد كان فيلسوفًا طبيعيًا وكيميائيًا وفيزيائيًا ومخترعًا من أوائل العلماء المستقلين من القرن السابع عشر، ويُعتبر إلى حد كبير أحد مؤسسي الكيمياء الحديثة واشتهر بصياغة قانون بويل.
اكتشف جون تندل، أحد علماء الفيزياء في القرن التاسع عشر، ظاهرة تندل، بينما اشتهر الأب نيكولاس جوزيف كالان، أستاذ الفلسفة الطبيعية في كلية ماينوث باختراعة محوّل ملف الحث واكتشف طريقة مبتكرة للغلفنة في القرن التاسع عشر.
من الفيزيائيين الأيرلنديين البارزين أيضاً إيرنست والتون الحائز على جائزة نوبل في الفيزياء عام 1951، فقد كان مع جون كوروفت أول من قسّم نواة الذرّة بوسائل صناعية، وقدّم مساهمات في تطوير نظرية المعادلة الموجية الجديدة. وليام تومسون، أو لورد كلفن، هو الشخص الذي سميت وحدة درجة الحرارة المطلقة كلفن على اسمه. قدّم السير جوزيف لارمور وهو عالم فيزياء ورياضيات ابتكارات ساهمت في فهم الكهرباء والديناميكا والديناميكا الحرارية ونظرية الإلكترون، كان أهم أعماله تأثيراً كتاب الأثير والمادة وهو كتاب عن الفيزياء النظرية، نُشر عام 1900.
قدم جورج ستوني مصطلح إلكترون عام 1891. وضع جون ستيوارت بل مبرهنة بل ونشر ورقة بحثية تتعلق باكتشاف شذوذ بيل جاكيو أدلر ورُشّح لجائزة نوبل. اكتشف عالم الفلك جوسلين بيل بورنيل، من لورغان مقاطعة أرماغ، النجوم النابضة عام 1967. ومن بين علماء الرياضيات البارزين السير وليم روان هاملتون، الذي اشتهر بعمله في ميكانيكا هاملتوني واختراع
```
كواترنيون
. يبقى 
صندوق إدجورث
 أحد مساهمات 
فرانسيس يسيدرو
 مؤثراً في نظرية الاقتصاد الجزئي الكلاسيكية الجديدة حتى يومنا هذا؛ بينما كان 
ريتشارد كانتيلون
 ملهم 
آدم سميث
. اختصّ 
جون ب. كوسغريف
 في 
نظرية الأعداد
 واكتشف 
عدداً أولياً
 مكوناً من 2000 خانة عام 1999 
وعدد فيرما
 مركّب عام 2003. أحرز العالم 
جون لايتون سينغ
 تقدّماً في مجالات العلوم المختلفة، بما فيها الميكانيكا والأساليب الهندسية في النسبية العامة، ومن الجدير بالذكر أن عالم الرياضيات 
جون فوربس ناش
 كان أحد طلابه. أصبحت 
كاثلين لونسدال
 المولودة في أيرلندا والمشهورة 
بدراسة البلورات بالأشعة السينية
 أول سيدة ترأس الجمعية البريطانية لتقدم العلوم.
[
11
]
```

يوجد في أيرلندا تسع جامعات، سبعة في جمهورية أيرلندا واثنتان في أيرلندا الشمالية، منها كلية الثالوث (دبلن) وكلية دبلن الجامعية، بالإضافة إلى العديد من الكليات والمعاهد وفروع الجامعة المفتوحة في أيرلندا. حلّت أيرلندا في المرتبة 22 في مؤشر الابتكار العالمي عام 2023، متراجعةً من المركز 12 عام 2019، ثم تقدّمت للمركز 19 في مؤشر عام 2024.